# Атанас Вълчев
Атанас Вълчев е един от най-известните български виртуозни гъдулари, наричан „Паганини на гъдулка“.

## Биография
Роден е на 14 януари 1937 г. в село Заветно, Търговишко. Произхожда от музикален род: дядо му е кавалджия, чичо му е гайдар, а леля му – известна народна певица. Баща му е народен музикант, Киро Вълчев, известен като най-добрият гъдулар и майстор на гъдулки в цялата област. Атанас получава първите уроци по гъдулка от баща си. Първата изява на прохождащия гъдулар е участие на живо в ефира на Радио „Варна“. Тогава е осемгодишен. На четиринадесет вече е в София – на прослушване за звукозаписна дейност в Националното радио. Първите си записи в БНР Атанас Вълчев прави през 1953 г. Бързо става известен и търсен музикант. Започва работа в Оркестъра за народна музика при БНР, учи се от майсторите в занаята. По-късно дълги години е концертмайстор на ансамбъла на радиото. В по-късните си години често ще признава, че дължи изключително много на гъдуларя Янко Петров, чиито изпълнения слуша и изучава. Свирил е известно време и в Ансамбъла на трудовата повинност.
Атанас Вълчев основава и своя инструментална група, известна като „Групата на Атанас Вълчев“, удостоена с лауреатско звание и златен медал на IX Световен фестивал на младежта и студентите през 1958 г. в София, а като индивидуален изпълнител, пак тогава, Вълчев е удостоен със сребърен медал. Следва работа в оркестрите на няколко държавни институции, сред които Ансамбъла на БНА и др. Работи и със своя формация. Основава я в началото на 60-те години на ХХ век, заедно с Никола Атанасов – гайда, Божан Милев – кавал и Стоян Гигов – тамбура. Като солист е свирил с най-известните сватбарски оркестри в цяла България. През годините осъществява стотици записи на народни хора в БНР, прави филми в БНТ, записва грамофонни плочи. Освен като изпълнител Атанас Вълчев ръководи за кратко време народен хор в Държавния металургичен завод „Ленин“ и народен хор на транспортните работници в София. С последия получава златен медал на IV Републикански фестивал в Бургас. Като изпълнител е участник в малки инструментални групи и ансамбли, допринесъл много за популяризирането на българската народна музика в Судан, Тунис, ФРГ, САЩ, Швейцария, Франция, Чехословакия, Полша, Югославия, Унгария, Австрия, Финландия и др.
През 1971 г. на конкурс за народна музика в Тунис Вълчев получава първа награда. През същата година в Братислава на конкурс получава медал „Златна палка“.
През 1990 г. заедно със своята група е в „Мистерията на българските гласове“. Атанас Вълчев съпровожда и прави аранжименти на много утвърдени народни певци и певици.
Наред с музикантските умения Атанас Вълчев наследява от баща си и друг занаят – изработване на гъдулки. Неговите инструменти са предпочитани от десетки изпълнители от България, балканските страни, САЩ и др.
През 2007 г. БНТ заснема документален филм за Атанас Вълчев, озаглавен „Паганини на гъдулката“.
През май 2010 г. майсторът подарява своя гъдулка на Историческия музей в град Попово.
Умира на 14 септември 2010 г. в София, на 73-годишна възраст. Дъщеря му е виртуозната цигуларка Елка Вълчева.

## Дискография

### Малки плочи
- Атанас Вълчев – гъдулка – 2667

### Дългосвирещи плочи
- Атанас Вълчев – гъдулка – ВНА 10545 (1980)
- Атанас Вълчев – гъдулка и Елка Вълчева – цигулка – ВНА 11711 (1986)